# جون والش (سياسي أمريكي)
جون والش (بالإنجليزية: John Walsh)‏ هو ضابط وسياسي أمريكي، ولد في 3 نوفمبر 1960 في بوتي في الولايات المتحدة. حزبياً، نشط في الحزب الديمقراطي. وقد انتخب عضو مجلس الشيوخ الأمريكي عن دائرة Montana ‏ وقد انضم خلال فترته النيابية (11 فبراير 2014 – 3 يناير 2015) للكتلة البرلمانية الحزب الديمقراطي وانتخب عضو مجلس الشيوخ الأمريكي عن دائرة مونتانا (9 فبراير 2014 – 3 يناير 2015) وانتخب نائب حاكم مونتانا ‏ (2013 – 2014).

## وصلات خارجية
- الموقع الرسمي